# دون وايز
دون وايز (بالإنجليزية: Don Wise)‏ هو موسيقي وكاتب أغاني ومنتج أسطوانات أمريكي، ولد في 24 مارس 1942 في ويسترلي في الولايات المتحدة.